# Bernhard I av Braunschweig-Lüneburg
Bernhard I av Braunschweig-Lüneburg, död 11 juni 1434 i Winsen, var hertig av Braunschweig-Lüneburg 1373-1434.
Han var son till hertig Magnus II av Braunschweig-Lüneburg (stupad 1373) och Katharina av Anhalt-Bernburg (död 1390).
Bernhard gifte sig 1386 med Margareta av Sachsen-Wittenberg (död 1418). Paret fick följande barn: Fredrik II av Braunschweig-Lüneburg (död 1478), hertig av Braunschweig-Lüneburg